# Liiva-Putla (plaats)
Liiva-Putla is een plaats in de Estlandse gemeente Saaremaa, provincie Saaremaa. De plaats heeft de status van dorp (Estisch: küla).
Tot in oktober 2017 behoorde Liiva-Putla tot de gemeente Pihtla. In die maand ging Pihtla op in de fusiegemeente Saaremaa.

## Bevolking
Het dorp had 15 inwoners op 31 december 2011 en 13 inwoners op 31 december 2021.

## Ligging
‘Liiva’ is afgeleid van liiv, ‘zand’. Een van de buurdorpen heet Saue-Putla; sau betekent ‘klei’. Het ene dorp ligt op zandgrond; het andere op kleigrond.
Bij Liiva-Putla ligt het natuurreservaat Liiva-Putla looduskaitseala (1,02 km²). De Tugimaantee 79, de secundaire weg van Upa naar Leisi, komt door Liiva-Putla.

## Geschiedenis
(Liiva-)Putla werd voor het eerst genoemd in 1453 onder de naam Hans Kulnasmo is tho Puthekull eyn bur, een boerderij. In 1592 werd de plaats onder de naam Putkull vermeld als dorp. Vanaf het midden van de 18e eeuw lag het op het landgoed van Laadjala. In 1922 werd het dorp gesplitst in Liiva-Putla en Saue-Putla.
In 1977 werden de dorpen Liiva-Putla, Saue-Putla, Sepa en Mustla samengevoegd tot één dorp met de naam Putla. In 1997 werd Putla weer gesplitst in vier afzonderlijke dorpen.

## Foto's

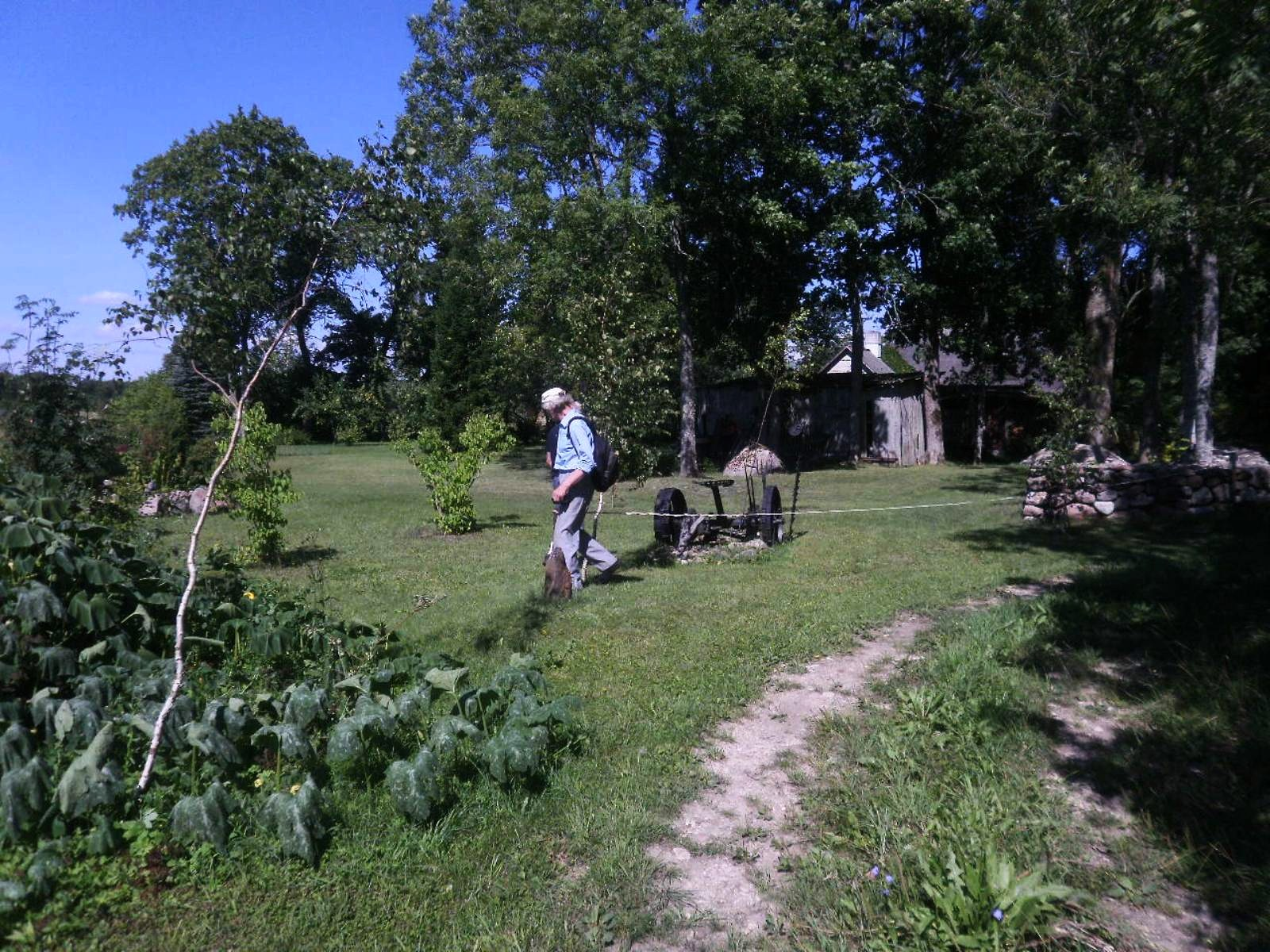
Boerderij in het dorp
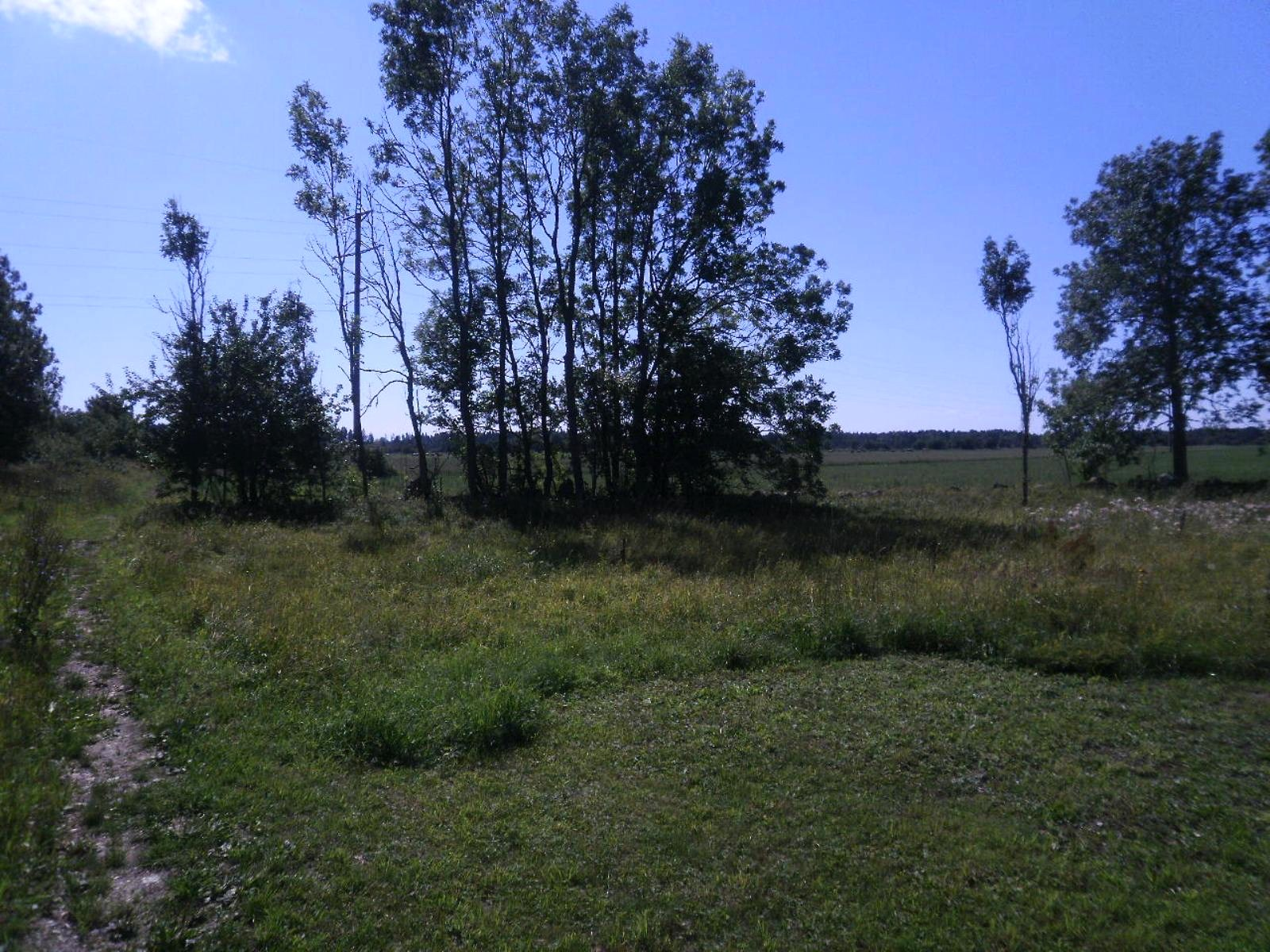
Veld in de omgeving
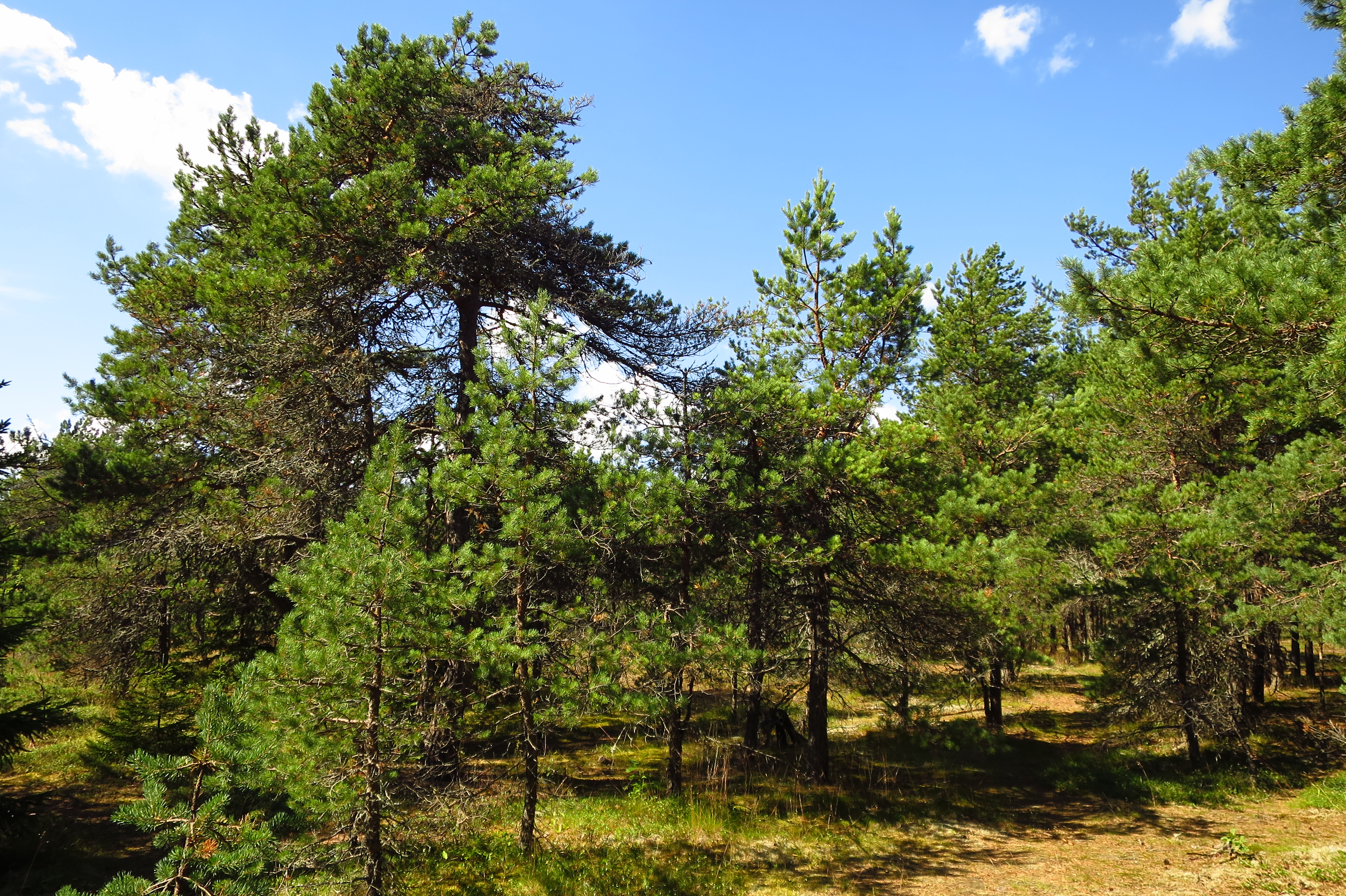
In het Liiva-Putla looduskaitseala